# Mayfield, Ohio
Mayfield là một làng thuộc quận Cuyahoga, tiểu bang Ohio, Hoa Kỳ. Năm 2010, dân số của làng này là 3460 người.

## Dân số
- Dân số năm 2000: 3435 người.
- Dân số năm 2010: 3460 người.